# ピーターと仲間たち
『ピーターと仲間たち』（ピーターとなかまたち）は、2025年7月9日に発売された大貫妙子のライブ・アルバム。CDの他にLP、ストリーミングで発売された。

## 概要
デビュー50周年を記念した作品で、2023年より開催され、エポックメーキングとなったコンサート「ピーターと仲間たち」より、2024年7月9日、東京・EX THEATER ROPPONGIで行われたライブを収録している。
「ピーターと仲間たち」は、2023年よりスタートした1980〜1990年代のエレクトロニック・サウンドの楽曲を中心としたコンサートで、オリジナルマルチトラックからのサウンドや、シークェンサー、シンセサイザーを使用して演奏されている。
1980年代に数えるほどしか行われていないエレクトロニック・スタイルでのコンサートは、楽曲の再現が難しく披露されてこなかったが、2022年の年末のコンサートにて、初めて当時のマルチテープから抽出した音やプログラミングされたサウンド、当時の大貫本人のコーラス・パートに合わせて、バンドとの共演で披露された。当コンサートの演奏方法を用いて2023年に「ピーターと仲間たち」が開催され、シリーズ化して2024年にも開催された。

## 収録曲
1. LULU
2. ピーターラビットとわたし
3. テディ・ベア
4. ぼくの叔父さん
5. 朝のパレット
6. Volcano
7. 幻惑
8. PATIO
9. Rain
10. Mon doux Soleil
11. Happy-go-Lucky
12. ふたりの星をさがそう
13. CARNAVAL
14. 宇宙みつけた
15. 色彩都市
16. ベジタブル
17. 地下鉄のザジ

## 演奏者
- Gt : 伏見蛍
- Ba : 鈴木正人
- Dr : 坂田学
- Pf : フェビアン・レザ・パネ
- Key : 網守将平
- S : toshi808